# Jaquirana
Jaquirana, amtlich portugiesisch Município de Jaquirana, ist eine Gemeinde mit 2021 geschätzten 3611 Einwohnern im Osten des Bundesstaats Rio Grande do Sul im Süden Brasiliens. Die Bewohner werden Jaquiranenser genannt und leben auf einer Gemeindefläche von rund 908,9 km² leben. Die Bevölkerungszahl ist rückläufig, Hauptwirtschaftszweig ist Holz. Sie liegt etwa 200 km nordöstlich von Porto Alegre. 

## Etymologie
Jaquirana bedeutet in der Tupí-Sprache Zikade.

## Geographie
Jaquirana liegt in der Serra Gaúcha in der Region Campos de Cima da Serra. Die Gemeinde hält einen Flächenanteil von 69,8 % am Parque Estadual de Tainhas.
Benachbart sind die Orte Bom Jesus, Cambará do Sul, São Francisco de Paula und São José dos Ausentes.

### Vegetation
Das Biom ist Mata Atlântica.

### Klima
Die Gemeinde hat gemäßigt und warmes Klima, Cfb nach der Klimaklassifikation nach Köppen und Geiger. Die Durchschnittstemperatur ist 15,8 °C. Die durchschnittliche Niederschlagsmenge liegt bei 1832 mm im Jahr.

## Geschichte
1900 wurde von einer Gruppe von Menschen Siedlungsland einer Sesmaria im Besitz der Familie Machado und ein anderer Teil aus dem Besitz der Familie Fernandes erworben. 1916 wurde der Siedlungskern namens Vista Alegre zu einem Distrikt der Gemeinde São Francisco de Paula und 1938 umbenannt in Chapéu. 1944 wurde der Distrito de Chapéu in Jaquirana umbenannt und erhielt durch Ausgliederung aus São Francisco de Paula durch das Lei Estadual n.º 8.457 vom 8. Dezember 1987 die Stadtrechte.

## Kommunalverwaltung
Bei der Kommunalwahl 2016 wurde Marcos Finger Pires von den Progressistas (PP) zum Stadtpräfekten (Bürgermeister) für die Amtszeit von 2017 bis 2020 gewählt. Bei der Kommunalwahl 2020 erreichte er mit 1609 Stimmen die Wiederwahl für die Amtszeit von 2021 bis 2024.
Die Legislative liegt bei einem Stadtrat aus neuen gewählten Abgeordneten (vereadores).

## Demografie
| Jahr | Einwohner | Stadt | Land  |
| --- | --------- | ----- | ----- |
| 1991 | 4.053     | 1.450 | 2.603 |
| 2000 | 4.814     | 2.819 | 1.995 |
| 2010 | 4.177     | 2.430 | 1.747 |
| 2021 | 3.611     | ?     | ?     |
| Hier fehlt eine Grafik, die leider im Moment aus technischen Gründen nicht angezeigt werden kann. Wir arbeiten daran! |           |       |       |

Quelle: IBGE (2011)